# 角谷直也
角谷 直也（かくたに なおや、1985年5月7日 - ）は、NHKのアナウンサー。

## 人物
愛知県名古屋市生まれ、兵庫県神戸市育ち。高槻高等学校を経て関西学院大学社会学部に進学。大学時代はアイスホッケー部に所属していた。
大学卒業後、2009年にNHKへ入局。当初は大相撲中継リポートなどスポーツ中継を主に担当していたが、福井局赴任以降は主に報道番組を担当し、『おはよう日本』夏季休暇代理キャスターなどを務める。

## 現在の担当番組
- ニュースウオッチ9（2024年4月11日 - ） - ナレーション、ニュースリーダー
- サタデーウオッチ9（2024年4月13日 - ） - ナレーション、ニュースリーダー
- チョイス@病気になったとき（2024年4月7日 - ） - リポーター

## 過去の担当番組
宮崎放送局時代（2009年度 - 2012年度）
- 土曜スタジオパーク（2009年5月23日） - 新人お披露目
- 着信御礼!ケータイ大喜利（2010年4月17日） - レポーター[2]
- 2011年3月の東北地方太平洋沖地震では、福島放送局に応援で派遣され、災害情報を中心にローカルニュースを担当した。
- 宮崎県のニュース・中継・リポート

松江放送局時代（2013年度 - 2017年度）
- しまねっと845（2014年3月31日 - 2015年3月20日） - キャスター（月曜 - 木曜）
  - しまねっとNEWS610と上記は酒匂飛翔と隔週で担当
- 2016年4月の熊本地震発生直後、熊本放送局に応援で派遣され、災害情報を中心にローカルニュースを担当した。
- あさイチ（2017年9月6日 - 7日） - 代理リポーター
- おはよう島根（2015年3月30日 - 2018年3月） - キャスター（月曜 - 火曜）
- ニュース645しまね - キャスター（日曜・祝日）
- しまねっとNEWS610 しまねっとスポーツ（2014年3月31日 - 2015年3月20日） - キャスター
- 島根県のニュース

福井放送局時代（2018年度 - 2021年度）　
- ニュースザウルスふくい（2018年4月2日 - 2022年3月25日） - キャスター（2021年度からは五十嵐椋と隔週で担当）
- さわやか自然百景『島根 奥出雲の棚田』（2018年6月3日） - ナレーション
- NHKニュースおはよう日本 4:30 - 6:00（2019年8月19日 - 23日） - 代理キャスター[3]
- うまいッ!「大きさ&うまさ規格外!油揚げ〜福井・越前町〜」（2020年9月21日）
- 福井県のニュース
- スポーツ中継

東京アナウンス室時代（2022年度 - ）
- 国際報道2022（2022年4月2日 - 2023年3月31日、BS1） - サブキャスター
- NHKジャーナル（2023年11月9日、R1） - 打越裕樹の代理キャスター
- 令和6年能登半島地震の緊急報道対応による金沢放送局への応援派遣で、全国ニュースへの入中と石川県内の入中を担当（2024年1月2日 - 5日）。
- さわやか自然百景「紀伊半島 古座川」（2024年1月28日） - 語り
- あさイチ（2023年4月3日 - 2024年2月28日） - リポーター[4][5]

## 同期のNHKアナウンサー
- 池田伸子
- 伊藤海彦
- 牛田茉友（退職）
- 勝呂恭佑
- 合原明子
- 酒匂飛翔
- 佐々木彩
- 佐藤誠太
- 鈴木遥
- 八田知大
- 廣瀬雄大
- 深川仁志
- 深澤健太